# フィンチリー・セントラル駅
フィンチリー・セントラル駅（フィンチリー・セントラルえき、英語：Finchley Central tube station）はロンドン北部バーネット・ロンドン特別区、チャーチ・エンド地区フィンチリーにあるロンドン地下鉄の駅である。当駅はノーザン線ハイ・バーネット支線、ウェスト・フィンチリー駅とイースト・フィンチリー駅の間にあり、当駅からはミル・ヒル・イースト駅への支線が分岐している。当駅はトラベルカード・ゾーン4に含まれる。

## 歴史
当駅はエッジウェア・ハイゲート・アンド・ロンドン鉄道（英語：Edgware, Highgate and London Railway、EH&LR）によって建設され、EH&LRを引き継いだグレート・ノーザン鉄道により1867年8月22日、ミドルセックスに「フィンチリー・アンド・ヘンドン」として開業した。当駅はフィンズベリー・パークからハイゲート経由でエッジウェアに至る路線上の途中駅として開業しており、1872年4月1日には当駅からハイ・バーネット駅までの支線が開業している。駅名は何回も変更されており、1872年2月1日に「フィンチリー」、1894年2月1日に「フィンチリー（チャーチ・エンド）」、1940年4月1日に現在の「フィンチリー・セントラル」となっている。
1921年鉄道法によりイギリスの鉄道会社は「ビッグ・フォー」と呼ばれる4社に再編され、当駅は1923年からロンドン・アンド・ノース・イースタン鉄道（英語：London and North Eastern Railway、LNER）の駅となった。イースト・フィンチリーから分岐するハイ・バーネット支線は1930年代に始まった「ノーザン・ハイト」と呼ばれる開発計画の一環としてロンドン地下鉄の路線網に組み込まれ、1940年4月14日に電化が完成、ロンドン地下鉄ノーザン線列車の乗り入れが始まった。電化完成からしばらくの間はロンドン地下鉄とロンドン・ノース・イースタン鉄道双方の列車が運転されていたが、ロンドン・ノース・イースタン鉄道による運転は1941年に終了している。ノーザン線の列車は沿線にあった兵営への輸送のため、1941年5月18日からミル・ヒル・イーストまで運転されるようになった。
チャールズ・ホールデンとレジナルド・ユーレン設計によって駅舎が改築されることになっていたが、第二次世界大戦勃発によるノーザン・ハイト計画の縮小により中止され、エッジウェア・ハイゲート・アンド・ロンドン鉄道が建設したヴィクトリア様式の建物群が残された。
隣のミル・ヒル・イースト駅と共に、当駅にはエッジウェア・ハイゲート・アンド・ロンドン鉄道時代の建築物が多く残っている。ロンドン地下鉄に組み込まれた路線では最も古い区間のひとつで、世界最古のシールドトンネルによる地下鉄であるシティ・アンド・サウス・ロンドン鉄道の後身であるノーザン線のロンドン中心部の区間よりも20年以上古い。

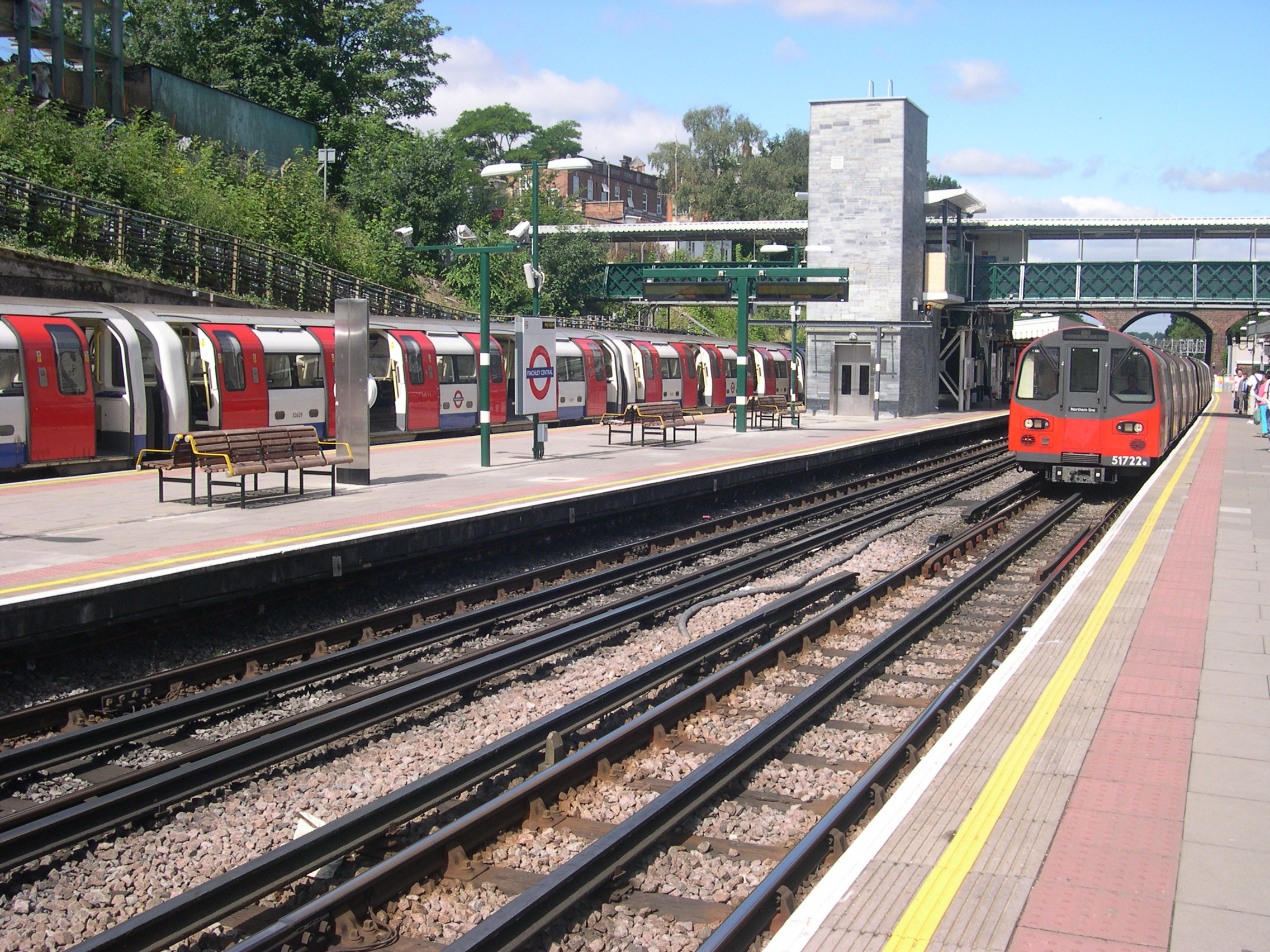
フィンチリー・セントラル駅3番線、南行ホームに入線するノーザン線の1995形電車

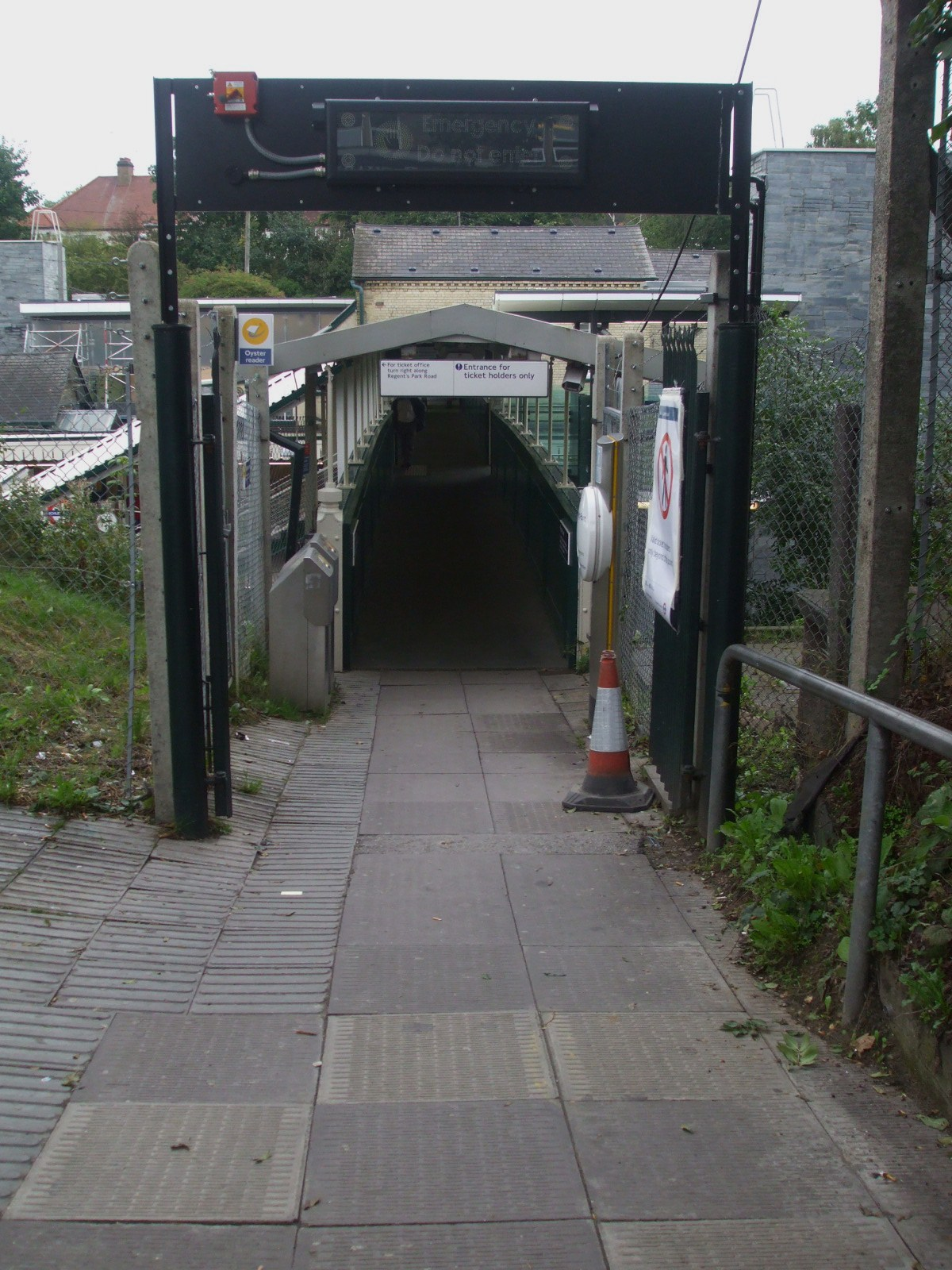
駅南側の出入口

## レイアウト
当駅には2つの出入口があり、駅舎を備える側に北からアクセスする道には長く名前がなかったが、2006年11月13日にバーネットの姉妹都市にちなんでシャヴィル・ウェイと名付けられている。シャヴィル・ウェイはバラーズ・レーンがリージェンツ・パーク・ロードと名前を変える地点から分岐しており、シャヴィル・ウェイもこの交差点を挟んでネザー・ストリートに名前を変える。もうひとつの出入口は駅南のステーション・ロードにある。
2つの出入口はこ線橋で結ばれ、ホームには階段と、2008年夏に完成したエレベーターで降りることが出来る。当駅には出入口が二つあるが、北側の駅舎にしか改札口はなく、南側の出入口にはオイスター・カードの入退場記録装置が備えられている。
当駅は2面3線の配線で、一番北側の3番線は南行列車が発着する相対式ホーム、北行列車が発着する1番線と2番線は島式ホームで、1番線には主にミル・ヒル・イーストへの支線の列車が、2番線には主にハイ・バーネット行の列車が発着する。
当駅は1930年代にハリー・ベックが考案した現在の各地の地下鉄地図の元となったロンドン地下鉄路線図に表されており、記念の銘板が南行きホームに1933年製作のベックの地図の複製と共に飾られている。

## バス路線
ロンドンバス82、125、143、326、382、460、深夜バスN13、N20が当駅を経由する。